# The Pretty Things
The Pretty Things — британская рок-группа, основанная в Лондоне в 1963 году. Название группы происходит от песни «Pretty Thing», написанная Бо Диддли и Вилли Диксоном (1955). 
В ранний период существования британская пресса нарекла группу титулом «уродливый кузен The Rolling Stones» (англ. uglier cousins of the Rolling Stones). The Pretty Things стала одной из групп британского вторжения, при этом исполняла гаражный ритм-энд-блюз, созвучный с The Rolling Stones, но намного более жёсткий; затем английскую психоделию, классический и тяжёлый рок, и музыку близкую к панк-року и новой волне.

## История

### Ранние годы

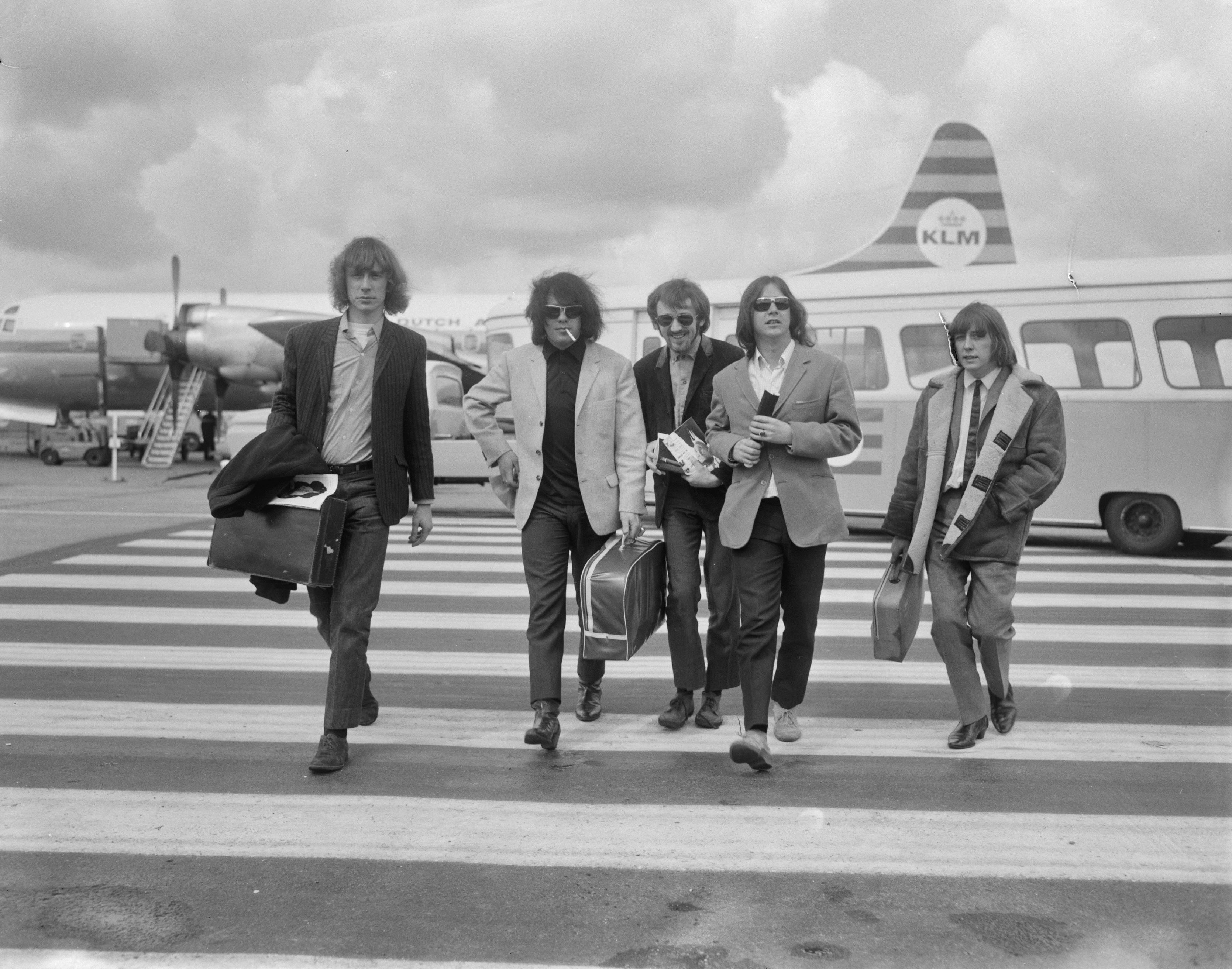
The Pretty Things (1965)

Дик Тейлор (Dick Taylor, род. 28 января 1943), студент Sidcup Art College, начал свою музыкальную карьеру в коллективе пол названием Little Boy Blue and the Blue Boys, где вместе с ним выступали Кит Ричардс и Мик Джаггер. Когда Брайан Джонс присоединился к группе в качестве гитариста, Тейлор перешёл с гитары на бас, и группа стала называться The Rolling Stones. Несколько месяцев спустя Тейлор покинул Stones и поступил в Лондонскую центральную школу искусств, где познакомился с Филом Мэем (Phil May, 9 ноября 1944 — 9 мая 2020). Вместе они и сформировали The Pretty Things: Тейлор снова взял в руки гитару, а Мэй стал вокалистом-фронтменом, играющим также на гармонике и перкуссионных инструментах. В состав нового коллектива помимо них вошли также ритм-гитарист Брайан Пендлтон (Brian Pendleton, 13 апреля 1944 — 16 мая 2001), бас-гитарист Джон Стакс (John Stax, род. 6 апреля 1944) и профессиональный студийный барабанщик Вив Принс (Viv Prince, род. 9 августа 1941), ранее игравший в джазовых коллективах, а также в группе Carter-Lewis & the Southerners вместе с Джимми Пейджем.
Pretty Things произвели сенсацию в Англии c первыми тремя синглами: Rosalyn (май 1964), Don’t Bring Me Down (ноябрь 1964) и Honey I Need (март 1965) и получили известность в Австралии, Новой Зеландии, Германии, Нидерландах. В США, несмотря на отсутствие гастролей в этой стране и, как следствие, широкой известности и коммерческого успеха, группа наряду с Yardbirds и Them оказала огромное влияние на гаражные группы, такие как MC5 и The Seeds.
В раннем творчестве The Pretty Things, классически представленном на первом, одноимённом альбоме (вышел в марте 1965 года), преобладал жёсткий блюз-рок, созвучный вещам Бо Диддли и Джимми Рида. Начиная со второго альбома, Фил Мэй и Дик Тейлор привносят в репертуар группы композиции собственного сочинения. Группа, прославившаяся необузданным поведением на сцене и вне её (по результатам тура по Новой Зеландии в августе 1965 года местный парламент принял решение о пожизненном запрете на въезд участников группы в страну) и «острыми» текстами, создала также Midnight to Six Man (ноябрь 1965) — программное заявление модов. 
С конца 1965 года состав группы начал меняться: первым, незадолго до выхода второго долгоиграющего диска Get the Picture?, ушёл скандальный герой новозеландского тура Вив Принс (которому, помимо этого, принадлежит слава первой британской рок-знаменитости, арестованной за хранение наркотиков, а также примера сценического и внесценического поведения, взятого на вооружение его поклонником и последователем — будущим участником группы The Who Китом Муном). Принса сменил Скип Алан (род. 11 июня 1948). Затем в 1966 году из группы внезапно и таинственно исчез Пендлтон (он пропал из поля зрения участников коллектива на много лет). Наконец, после ухода и эмиграции в Австралию Джона Стакса в начале 1967 года в состав группы вошли участники коллектива The Fenmen — клавишник-мультиинструменталист Джон Пови (род. 20 августа 1943) и басист Уолли Уоллер (род. 9 апреля 1945) (вскоре активно включившиеся также и в написание материала для группы), после чего она снова превратилась в квинтет.

### Психоделический период
Поэкспериментировав в альбоме Emotions (1967) с более мягким саундом и оркестровыми аранжировками (последнее — в качестве самодеятельности продюсеров, фактически против желания группы), The Pretty Things перешли к психоделии, и после выпуска синглов Defecting Grey (ноябрь 1967) и Talking About the Good Times (февраль 1968), часто именуемых квинтэссенцией английской рок-психоделии, создала концептуальный альбом S. F. Sorrow (записанный в 1967—1968 гг., выпущенный в конце 1968 года) — первую рок-оперу, на несколько месяцев предварившую выход Tommy (The Who, апрель 1969). Альбом записывался в знаменитой студии Abbey Road (в сентябре 1967 года), вскоре после Sgt. Pepper группы Beatles и The Piper at the Gates of Dawn группы Pink Floyd. Во время записи альбома группу на время покидает Скип Алан; его место за ударной установкой занимает Джон Ч. Алдер по прозвищу «Twink» (род. 29 ноября 1944) (играл также в группах The Fairies, Pink Fairies, Tomorrow и The Stars — вместе с Сидом Барреттом). Родственные по звучанию пластинки Pink Floyd и Pretty Things были спродюсированы Норманом Смитом, который был звукорежиссёром большинства записей The Beatles до 1966 года.
«S. F. Sorrow» впоследствии был приобретён компанией Motown Records и выпущен в США под другой обложкой на лейбле Rare Earth. В результате проволочек c изданием альбом был воспринят широкой публикой как подражание вышедшему к тому времени Tommy и потому коммерческого успеха не имел. После этого, разочарованный чередой неудач, группу покидает Дик Тейлор.
За S. F. Sorrow последовал хорошо принятый критикой альбом Parachute (1970) (c вернувшимся Скипом Аланом, а также Виктором Юниттом из Edgar Broughton Band на гитаре), также отмеченный психоделическим звучанием; журналом Rolling Stone он был признан лучшим альбомом 1970 года, но вновь избежал коммерческого успеха. В том же году группа выпускает ряд великолепных рок-синглов, где на гитаре дебютирует Питер Толсон (10 сентября 1951 — 22 апреля 2016). Основными авторами материала группы в этот период были Фил Мэй и Уолли Уоллер. Тогда же коллектив записывает ряд песен для кинофильмов, впоследствии изданных на серии бутлегов под псевдонимом «Electric Banana»; помимо этого, записывает для молодого французского миллионера Филиппа ДеБаржа альбом, который распространялся только среди представителей его социального круга. Этот альбом был впоследствии издан бутлеггерами, и переиздан официально лишь в конце 2008 года на виниле; CD-версия вышла в начале 2009 года.

### 1970-е
Коммерческие трудности предопределили распад группы; Скип Алан вошёл в состав Sunshine, Уолли Уоллер занялся продюсерской деятельностью. В 1971 году Алан ехал в машине с менеджером Биллом Шепардом и включил кассету с «Parachute». Запись Шепарду понравилась; а когда Алан сказал, что это его предыдущая группа, тот предложил снова их собрать. Через три месяца The Pretty Things в составе — Мэй, Пови, Алан, Толсон и басист Стюарт Брукс — подписали контракт с Warner Bros. Records. В этом составе был записан альбом Freeway Madness (1972), в работе над которым негласно участвовал и Уоллер (в частности, исполнивший партию лидирующего вокала в песне «Over the Moon»).
Начиная с этого момента группа пользовалась скромным коммерческим успехом, но имела культовый статус, пользуясь особым авторитетом среди критиков и музыкантов. В музыке Pretty Things начала 1970-х годов преобладали блюз и ранний хэви-метал (альбомы Silk Torpedo (1974) и Savage Eye (1975), вышедшие на лейбле Swan Song, принадлежавшем группе Лед Зеппелин). В это время в группе играют басист Джек Грин (род. 12 марта 1951), прежде сотрудничавший с T. Rex, и бывший коллега Скипа Алана по группе Sunshine, клавишник Гордон Эдвардс (род. 26 декабря 1946) (позднее присоединившийся к Кинкс).
В 1976 году отношения в коллективе накаляются, и группа прекращает существование; однако, как результат постепенного вовлечения её участников в работу над сольным проектом Фила Мэя «Fallen Angels», собирается вновь. В записанном после воссоединения (в составе — Мэй, Алан, Уоллер, Пови, Толсон и вернувшийся после десятилетнего отсутствия Тейлор) альбоме Cross Talk (1980) проявилось влияние панка и новой волны, сочетавшееся с характерным хард-роковым звуком; как и большинство их записей, диск не имел коммерческого успеха. Группа распадается вновь.

### 1980-е и 1990-е
С новым менеджером, Марком Сент-Джоном, The Pretty Things в различных составах эпизодически выступали в 1980-х годах, но к концу десятилетия практически завершили карьеру. Мэй и Тейлор реформировали группу для успешного европейского блюзового тура в конце 1990 годов с группой Chicken Shack Стэна Вебба и Лютером Эллисоном. Этот состав включал ударника Ганса Уотермэна (ранее участвовавшего в датской группе Solution), басиста Роэля тер Вельта и гитариста/клавишника Баркли МакКея (участвовавшего в группах Waco Brothers и Pine Valley Cosmonauts Джона Лэнгфорда). Этот состав регулярно гастролировал по материковой Европе, играя их ранние блюзовые и ритм-энд-блюзовые песни, до 1994 года. В начале 1990-х Мэй, Тейлор и барабанщик Yardbirds Джим Маккарти сделали ряд записей под названием The Pretty Things/Yardbirds Blues Band. Помимо этого, в компании с органистом Мэтью Фишером из Procol Harum и участниками группы The Inmates они тогда же записали диск под названием «The Pretty Things 'n Mates» (переиздан в 2008 году под названием «Rockin' the Garage»).
В 1995 году The Pretty Things вернулись к составу, в котором записывали альбом «Cross Talk», добавив Фрэнка Холланда на гитаре вместо покинувшего шоу-бизнес Питера Толсона. Их лейбл, «Snapper Music», переиздал альбомы группы в формате CD, укомплектовав их бонус-треками, плюс выпустил концертный DVD, запечатлевший юбилейное исполнение «S. F. Sorrow» на Abbey Road Studios, с Дэйвом Гилмором и Артуром Брауном в качестве приглашённых гостей (был издан на CD под названием «Resurrection» (1998)). The Pretty Things отыграли тур в США.
В 1999 году группа (в составе — Мэй, Тейлор, Алан, Уоллер, Пови, Холланд) выпускает студийный альбом «Rage Before Beauty». В начале 2000-х гг. выходят новые записи группы в формате сингла.

### 2000-е
Первый ритм-гитарист The Pretty Things Брайан Пендлтон скончался от рака лёгких 16 мая 2001 г. В следующем году бывший клавишник группы Гордон Эдвардс фактически покончил жизнь самоубийством на фоне злоупотребления наркотиками.
В 2003 г. под названием «Growing Old Disgracefully» вышла биография группы, написанная Аланом Лейки (Alan Lakey). Книга включала долгую и подробную историю группы, и уделяла особое внимание судебным разбирательствам против компании EMI в 1990-х гг. Переписанная версия книги ожидалась к выходу в конце 2007 г., в случае согласия всех участников группы (в настоящий момент выход переиздания отложен на неопределённый срок).
В 2004 году группа отметила своё 40-летие концертом в Брайтоне, который был выпущен в 2006 году в CD/DVD формате.
Также в 2006 году вышла в свет книга «Don’t Bring Me Down… Under» (авторы Майк Стакс (Mike Stax), Энди Нилл (Andy Neill) и Джон Бейкер (John Baker)) — документальная хроника легендарного турне The Pretty Things по Новой Зеландии в августе 1965 года. Предисловие к книге написали Дик Тейлор и Вив Принс.
Летом 2007 года The Pretty Things (в том же составе) выпустили свой 11-й студийный альбом «Balboa Island» на лейбле «Côte Basque». Помимо нового материала, альбом содержит записи, выходившие на синглах в начале 2000-х гг. Последняя на сегодняшний день студийная запись этого состава — за вычетом Фрэнка Холланда, то есть фактически классического состава 1967 года — это трек «Monsieur Rock», записанный осенью 2008 года и включённый бонус-треком на CD-переиздание альбома «Philippe DeBarge».
Начиная с 2008 года концерты группы (c программой, основанной на материале ритм-н-блюзового периода и альбома «S. F. Sorrow») проходят в составе: Мэй, Тейлор, Холланд, барабанщик Джек Гринвуд и басист Джордж Уузи (иногда — в акустическо-блюзовом трио-формате: Мэй, Тейлор и Холланд). Скип Алан вынужден был отказаться от выступлений с группой из-за проблем со здоровьем. Уоллер и Пови, по сообщениям, вышли из состава группы из-за разногласий с менеджментом; в 2009 году они выпустили совместный альбом «The Fenmen: Sunstroke».

### 2010-е и объявление о завершении концертной деятельности
Весной 2010 года, по случаю 40-летия выхода в свет альбома «Parachute» Уоллер, Пови, Скип Алан и вернувшийся к музыкальной деятельности Питер Толсон, назвавшие себя «The Pretties» перезаписали снова программу пластинки, переработав и расширив композиции, и добавив в качестве бонусов два оригинальных новых трека. Участвовавший в записи оригинальной программы Фил Мэй поддержал новый проект и написал дополнительный текст к композиции «What’s the Use», но не принял в участия в записи из-за обязательств перед основной группой. Диск увидел свет в начале 2012 года под окончательным названием «xPTs: Parachute Reborn». В 2018 году Джон Пови и Твинк объединили усилия для выпуска программы под названием «Star Sponge Vision: Crowley & Me».
В декабре 2012 года концертирующий состав The Pretty Things совершил австралийско-новозеландское турне. В Австралии группа до этого не выступала никогда; а Новая Зеландия таким образом сняла действовавший 47 (!) лет запрет на въезд в страну для музыкантов коллектива. На одном из австралийских концертов The Pretty Things к ним на несколько номеров впервые с 1967 года присоединился басист оригинального состава Джон Стакс.
В 2013 году The Pretty Things предприняли турне по Великобритании и Европе, посвящённое 50-летию коллектива.
В 2015 году коллектив выпускает массивный CD-бокс-сет «Bouquets from a Cloudy Sky», включающий в себя всю официальную дискографию группы, а также два диска прежде неизданных редкостей, DVD c записью исполнения «S. F. Sorrow» на Эбби-роуд в 1998 году и эксклюзивно изданный DVD, посвящённый ранней истории группы. В конце того же года выходит альбом новых записей The Pretty Things под названием «Sweet Pretty Things (Are In Bed Now of Course…)» (цитата из «Tombstone Blues» Боба Дилана, входившего в число ценителей творчества группы образца середины 1960-х гг.). В качестве авторов материала, представленного на пластинке, выступили также Джордж Уузи и Джек Гринвуд.
Ввиду исторически скромного коммерческого успеха группы только Фил Мэй, как основатель и бессменный участник коллектива, а также автор материала группы, получает достаточно авторских отчислений от продажи пластинок The Pretty Things для того, чтобы обеспечить своё существование. Все прочие участники группы вне музыки занимались профессиональной деятельностью иного рода: Дик Тейлор работал шофёром, Уолли Уоллер — электриком, Джон Пови — менеджером по продаже сантехники. Скип Алан был вовлечён в семейный бизнес, а также играл концерты с коллективом Mastergroup. Первый басист группы Джон Стакс переехал в Австралию, где изготавливает эксклюзивные гитары оригинального дизайна «сигарный ящик»; в качестве хобби играет ритм-н-блюз в составе местного коллектива Paramount Trio. Вив Принс живёт в Португалии, где до последнего времени ухаживал за подсобным сельским хозяйством — апельсиновым садом. Джон «Твинк» Алдер участвовал в многочисленных музыкальных проектах в Великобритании, затем в США; в 2006 году принял ислам и переехал жить в Марокко, где в 2011 году, в возрасте 67 лет, стал отцом новорожденной дочери. Несмотря на это, он продолжает выпускать сольные альбомы (в том числе с участием Джона Пови) и давать клубные выступления в Англии.
В апреле 2016 года ушёл из жизни виртуозный, но недооценённый широкой публикой гитарист, автор многих песен The Pretty Things Питер Толсон.
2017 год был отмечен выходом в свет пластинки проекта молодой фракции нынешнего состава The Pretty Things — Джорджа Уузи и Джека Гринвуда — The Dull Knife, под названием «Light Was the Night, Dark Was the Day».
2018 год был объявлен завершающим в истории электрических выступлений The Pretty Things; на 13 декабря 2018 года назначен прощальный большой концерт коллектива в Лондоне с участием приглашённых гостей — Дэвида Гилмора и Вэна Моррисона, а также не выступавших с группой в последние годы Уолли Уоллера, Джона Пови и Скипа Алана. Многочисленные концертные выступления этого года в Англии и Европе анонсированы как прощальный тур The Pretty Things.

## Альбомы
- The Pretty Things — 1965
- Get the Picture? — 1965
- Emotions — 1967
- S. F. Sorrow — 1968
- Parachute — 1970
- Freeway Madness — 1972
- Silk Torpedo — 1974
- Savage Eye — 1975
- Cross Talk — 1980
- Live at Heartbreak Hotel — 1984
- Out of the Island — 1987
- Unrepentant — 1995 (сборник, переиздан в 2004 году с изменённым трек-листом и с добавлением юбилейного DVD под названием Still Unrepentant)
- Resurrection (S. F. Sorrow Live at Abbey Road) — 1998
- Rage… Before Beauty — 1999
- LT 4 CB — 1999
- 40th Anniversary Concert (DVD/CD) — 2006
- Balboa Island — 2007
- The Sweet Pretty Things (Are in Bed Now, of Course...) — 2015

Electric Banana (музыка к фильмам)
- Electric Banana — 1967
- More Electric Banana — 1968
- Even More Electric Banana — 1969
- Hot Licks — 1973
- The Return of the Electric Banana — 1978
- Electric Banana Blows Your Mind (сборник)

Как Philip DeBarge
- Philip DeBarge Album — 1969 (вокал — Филип ДеБарж)

Как Pretty Things/Yardbird Blues Band
- The Chicago Blues Tapes — 1991 (Фил Мэй и Дик Тейлор с Джимом Маккарти из The Yardbirds)
- Wine, Women and Whiskey — 1993 (Фил Мэй и Дик Тейлор с Джимом МакКарти из The Yardbirds)

Как Pretty Things 'n Mates
- The Pretty Things 'n Mates (Rockin' the Garage) — 1993 (Фил Мэй и Дик Тейлор с Мэтью Фишером из Procol Harum и участниками группы The Inmates)

побочные проекты
- Twink: Think Pink — 1968 (сольный диск Джона «Твинка» Алдера с участием Джона Пови, Уолли Уоллера, Виктора Юнитта и Вива Принса)
- Phil May’s Fallen Angel — 1978 (сольный диск Фила Мэя с участием Джона Пови и Уолли Уоллера)
- The Fenmen: Sunstroke — 2009 (записи группы, где Уолли Уоллер и Джон Пови играли в 1963—1966 гг. + их совместные новые записи)
- xPTs: Parachute Reborn — 2012 (Уолли Уоллер, Джон Пови, Питер Толсон, Скип Алан)
- Twink & The Technicolor Dream: Think Pink II — 2015 (сольный диск Джона «Твинка» Алдера с участием Джона Пови)
- The Dull Knife: Light Was the Night, Dark Was the Day — 2017 (Джордж Уузи, Джек Гринвуд)
- Star Sponge Vision: Crowley & Me — 2018 (Джон Пови, Твинк)